# سفیدک سطحی رز
سفیدک سطحی رز (به انگلیسی: Sphaerotheca pannosa) یا Uncinula simulans یکی از رایج‌ترین بیماری‌های گل رز است. در اثر مبتلا شدن، برگ و سایر قسمت‌های گیاه با پوشش پودری سفید رنگی پوشانده می‌شود. در صورت بیماری شدید، گیاهان ممکن است کوتاه شده، و برگ‌ها پیچ خورده و سپس خشک شده بریزند. در موارد بسیار نادر ممکن است گیاه در نتیجه عفونت خشک شود.
سفیدک سطحی رز در تمام مناطق ایران گسترش دارد و شایع‌ترین بیماری گل محمدی در ایران است.